# Klaus Barbie
Nikolaus „Klaus” Barbie (ur. 25 października 1913, zm. 25 września 1991) – niemiecki zbrodniarz wojenny, szef Gestapo w Lyonie i SS-Hauptsturmführer. W związku ze swoimi zbrodniami w okupowanej przez III Rzeszę Francji zyskał sobie przydomek „Rzeźnika z Lyonu” lub „Kata Lyonu”.
W 1988 ukazał się film dokumentalny Czasy i życie Klausa Barbiego. Film zdobył w 1989 Oscara w kategorii najlepszy film dokumentalny roku.

## Życiorys

### Młodość i początek kariery
Urodził się w Bad Godesberg (obecnie dzielnica Bonn) w Nadrenii Północnej-Westfalii i kształcił się w Instytucie im. Fryderyka Wilhelma, należał do Hitlerjugend. Po ukończeniu uniwersytetu niezwłocznie wstąpił do SS. Przydzielony do Sicherheitsdienst przeszedł szkolenie w Bernau bei Berlin. Pracował w Düsseldorfie. Do NSDAP wstąpił dopiero w 1937, po ponownym otwarciu list. Pod koniec 1938, przez trzy miesiące pełnił służbę w 39 Pułku Piechoty Wehrmachtu w stopniu podoficerskim. Po powrocie do SS ukończył szkołę w Charlottenburgu i został oficerem Schutzstaffel.
Po ataku na Holandię Barbie służył w VI sekcji (wywiad zagraniczny) haskiej komendy Sipo-SD pracując m.in. nad planami inwazji na Wielką Brytanię. Wkrótce został jednak przeniesiony do biura B4 (sprawy żydowskie) IV sekcji (Gestapo). Uczestniczył w działaniach przeciwko Żydom, masonom i niemieckim emigrantom. Po przejściu do komendy w Amsterdamie brał udział w akcji w miejscowym getcie dowodząc plutonami egzekucyjnymi.
Między latem 1941 a wiosną 1942 prawdopodobnie przebywał na okupowanych terenach Związku Radzieckiego, gdzie służył w oddziale SS zwalczającym partyzantkę.

### Służba w okupowanej Francji
Wiosną 1942 znający język francuski SS-Ostuf Klaus Barbie został przeniesiony do leżącego około 10 km od granicy z neutralną Szwajcarią Gex. Jego zadaniem było porwanie Alexandra Foote'a, radzieckiego agenta w Genewie. Misja nigdy nie została zrealizowana, ponieważ Foote opuścił miasto. W czerwcu 1942 Barbie został oddelegowany do KdS Dijon, skąd wysłano go jako agenta do Charbonnières-les-Bains w wolnej strefie.
Po rozpoczęciu okupacji Francji południowej powierzono mu szefostwo nad IV sekcją (Gestapo) w komendanturze Sipo-SD (KdS) na region Rodan-Alpy kierowanej początkowo przez SS-Stubaf Rolfa Mühlera (przeniesiony do Marsylii), a następnie SS-Ostubaf dr Wernera Knaba. Jako szef Gestapo Barbie odpowiadał w miejscowej KdS za walkę z Ruchem Oporu, kontrwywiad, Holocaust, fałszerstwa oraz archiwa wywiadu, zaraz po komendancie oraz jego zastępcy SS-Ostuf Heinzu Fritzu Hollercie był najważniejszą personą hitlerowskich sił bezpieczeństwa w okupowanym Lyonie. W swoich działaniach zasłynął z dynamiczności, bezkompromisowości i okrucieństwa, m.in. odpowiadał za deportację do obozu zagłady 44 żydowskich dzieci i 7 dorosłych z Izieu, rozstrzelał 22 zakładników, w tym kobiety i dzieci, w odwecie za atak na dwóch niemieckich policjantów, a także 70 Żydów w Bron i innych wśród 120 więźniów więzienia Montluc straconych w Saint-Genis-Laval. W pierwszej połowie 1944 uczestniczył w akcjach antypartyzanckich w Jurze i Ain pacyfikując tamtejsze miejscowości. Odpowiadał także pośrednio za akcje przeciwko maquis w innych częściach regionu, m.in. nad Azergues i na Vercors.
Pozycja Klausa Barbiego w Sipo-SD szczególnie wzrosła po rozpracowaniu i aresztowaniu Jeana Moulina ps. „Rex”, Przewodniczącego Krajowej Rady Ruchu Oporu i delegata Francji Walczącej na rzecz zjednoczenia podziemia. W swoich działach Barbie współpracował m.in. z szefem sekcji VI (wywiad zagraniczny) KdS Lyon SS-Ostuf Augustem Moritzem oraz Paulem Touvierem, komendantem faszystowskiej milicji w mieście. We wrześniu 1944, po wyzwoleniu Lyonu przez FFI, regularne wojska francuskie i U.S. Army, przeniesiono go do Wogezów, gdzie organizował akcje przeciwko partyzantom. Po wyzwoleniu Francji pracował w Baden-Baden, Halle, Düsseldorfie, Essen i Wuppertalu.
W sumie Klaus Barbie według dokładnych i udokumentowanych obliczeń jest współodpowiedzialny za deportację do obozów zagłady 7,5 tysiąca Żydów, zamordowanie 4342 ludzi oraz aresztowanie i torturowanie 14 311 bojowników ruchu oporu. W związku ze skalą popełnionych zbrodni otrzymał przydomek „Kata Lyonu” („Rzeźnika z Lyonu”).

### Życie po II wojnie światowej
W latach 1945–1955 był zatrudniony i chroniony przez Brytyjczyków i Amerykanów. Pracował w wywiadzie, zajmując się walką z lewicową opozycją wobec okupacji Niemiec przez zachodnich aliantów. W 1955, gdy Brytyjczycy i Amerykanie nie potrzebowali już jego usług, Barbie skorzystał z pomocy administracji watykańskiej (biskup Alois Hudal) i uciekł wraz z rodziną do Argentyny. Później przeniósł się do Boliwii i jako Klaus Altmann zamieszkał w La Paz, gdzie został narkotykowym bossem. Według części źródeł w latach 60. brał udział w rozbiciu partyzanckiej Armii Wyzwolenia Narodowego oraz doradzał w sprawie schwytania argentyńskiego rewolucjonisty Ernesto „Che” Guevary. Następnie brał udział w miejscowym zamachu stanu. W 1971 został wytropiony i rozpoznany przez poszukiwaczy nazistowskich zbrodniarzy wojennych Serge'a i Beate Klarsfeldów, ale dopiero nowo powołany rząd boliwijski zgodził się na aresztowanie Barbiego (doszło do tego 18 stycznia 1983). Następnie, w zamian za różne dobra materialne, ekstradowano go do Francji.

### Proces we Francji
Proces zbrodniarza rozpoczął się 11 maja 1987 przed francuskim sądem w Lyonie. Wyjątkowo, ze względu na historyczną wartość procesu, zezwolono na jego filmowanie. Główny obrońca zbrodniarza – Jacques Vergès – usiłował wykazać, że zachowanie Barbiego nie było gorsze niż działania kolonistów (także Francuzów). Jednak ta linia obrony nie zdała się na nic, gdyż wobec licznych dowodów zbrodni oskarżonego, 4 lipca 1987 roku skazano go na dożywocie (najwyższy wymiar kary). Klaus Barbie zmarł z powodu białaczki w więzieniu w 1991.

### Życie prywatne
W 1940 poślubił działającą od 1937 w NSDAP Reginę Willms (zmarła w 1982, na krótko przed ekstradycją Barbiego), z którą miał dwoje dzieci: syna Klausa-Georga (zginął w wypadku lotniczym w 1981 w Cochabambie) i córkę Ute, która następnie przeniosła się do Austrii.

## Awanse
- SS-Untersturmführer – kwiecień 1940 (po ukończeniu szkoły SD)
- SS-Obersturmführer – październik 1940 (za działalność w Holandii)[10]
- SS-Hauptsturmführer – listopad 1944 (za działalność we Francji)

## Odznaczenia
- Wojenny Krzyż Zasługi I Klasy – 1943 (za schwytanie Jeana Moulina, przewodniczącego Krajowej Rady Ruchu Oporu)[10]
- Wojenny Krzyż Zasługi II Klasy – 20 kwietnia 1941 (za działalność w okupowanej Holandii)
- Krzyż Żelazny II Klasy – 12 czerwca 1944[11]